# Pikes Peak International Hill Climb

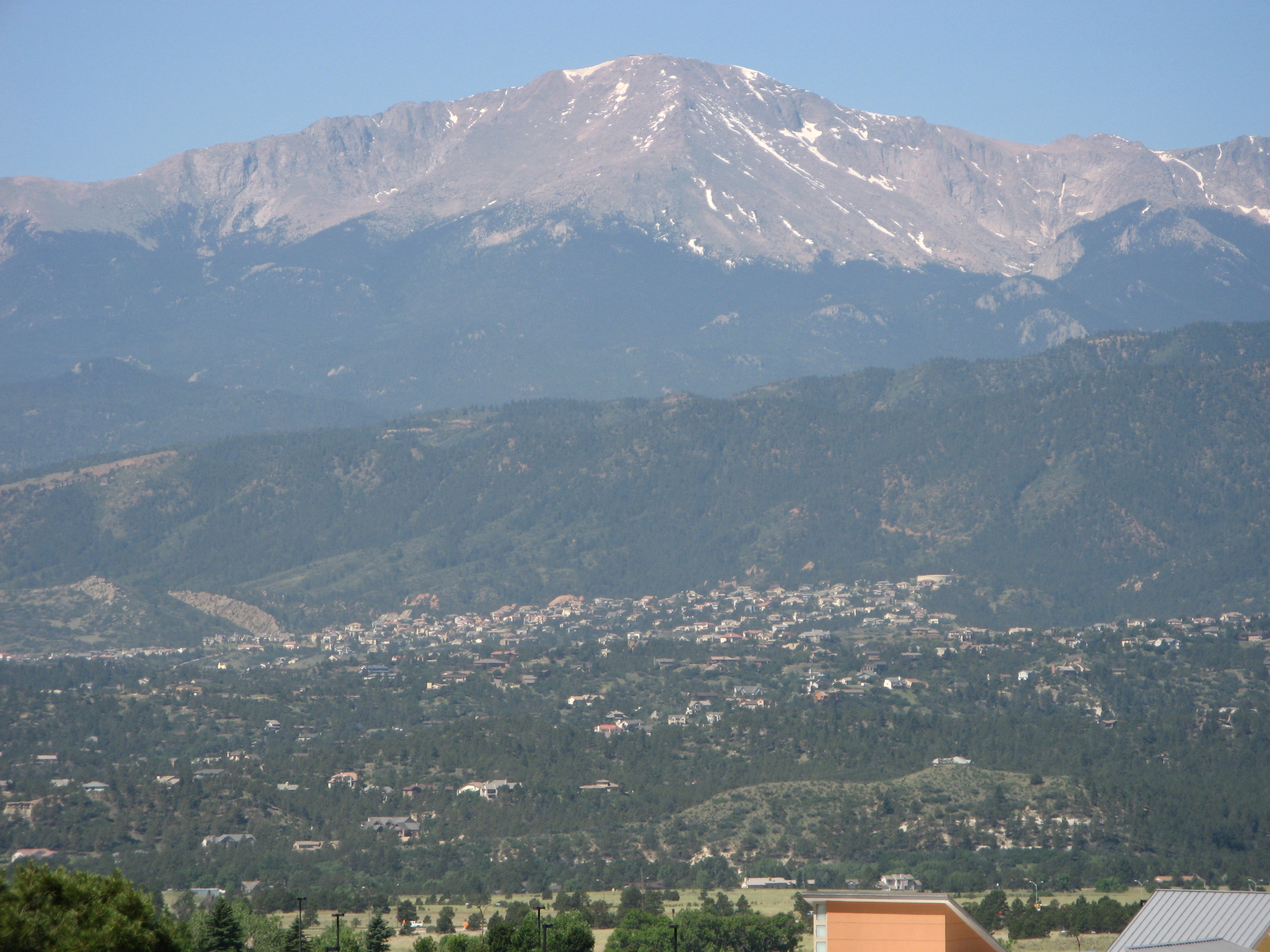
Immagine del Pikes Peak, ripresa da Colorado Springs, (CO).

La Pikes Peak International Hill Climb è una cronoscalata automobilistica e motociclistica il cui tracciato si snoda lungo le pendici del Pikes Peak, catena montuosa situata nello Stato del Colorado (USA).

## Storia
La corsa si disputa annualmente sul Pikes Peak, una montagna alta 4301 m, situata a 16 km a ovest di Colorado Springs, all'estremità orientale delle Montagne Rocciose. Questo massiccio montuoso, originariamente chiamato Pike's Peak (letteralmente "Cima di Pike"), deve il suo nome all'esploratore statunitense  Zebulon Pike che nel 1806 la cartografò per la prima volta. Nel 1873 l'esercito americano costruì sulla sommità una stazione meteorologica, in seguito dismessa e riconvertita attorno al 1900 a rifugio e centro di ricezione turistica ampliandone la struttura. Nel 1915 l'uomo d'affari Spencer Penrose richiese al Ministero dell'Agricoltura Americano l'autorizzazione ad ampliare ed ultimare la strada che raggiungeva la cima, ottenendo in concessione per 20 anni la manutenzione della sede stradale e la riscossione dei dazi di transito per percorrerla. Nel 1916, una volta ultimati i lavori e resa carrabile la strada che si inerpicava sul Pikes Peak, a quel punto denominata Pikes Peak Highway, Penrose decise di organizzare una cronoscalata per autovetture e motociclette per promuovere il turismo nell'area, nasceva così la prima edizione della famosa corsa in salita, il vincitore fu Rea Lentz a bordo di una vettura autocostruita e spinta da un motore aeronautico, per coprire il percorso impiegò poco meno di 21 minuti, ricevendo in premio 2000 $. Tradizionalmente la corsa viene sempre disputata il 4 luglio, in occasione del Giorno dell'Indipendenza degli Stati Uniti d'America. Nel panorama dell'automobilismo americano, per data di fondazione è seconda solo alla 500 Miglia di Indianapolis (1911).

## Il percorso

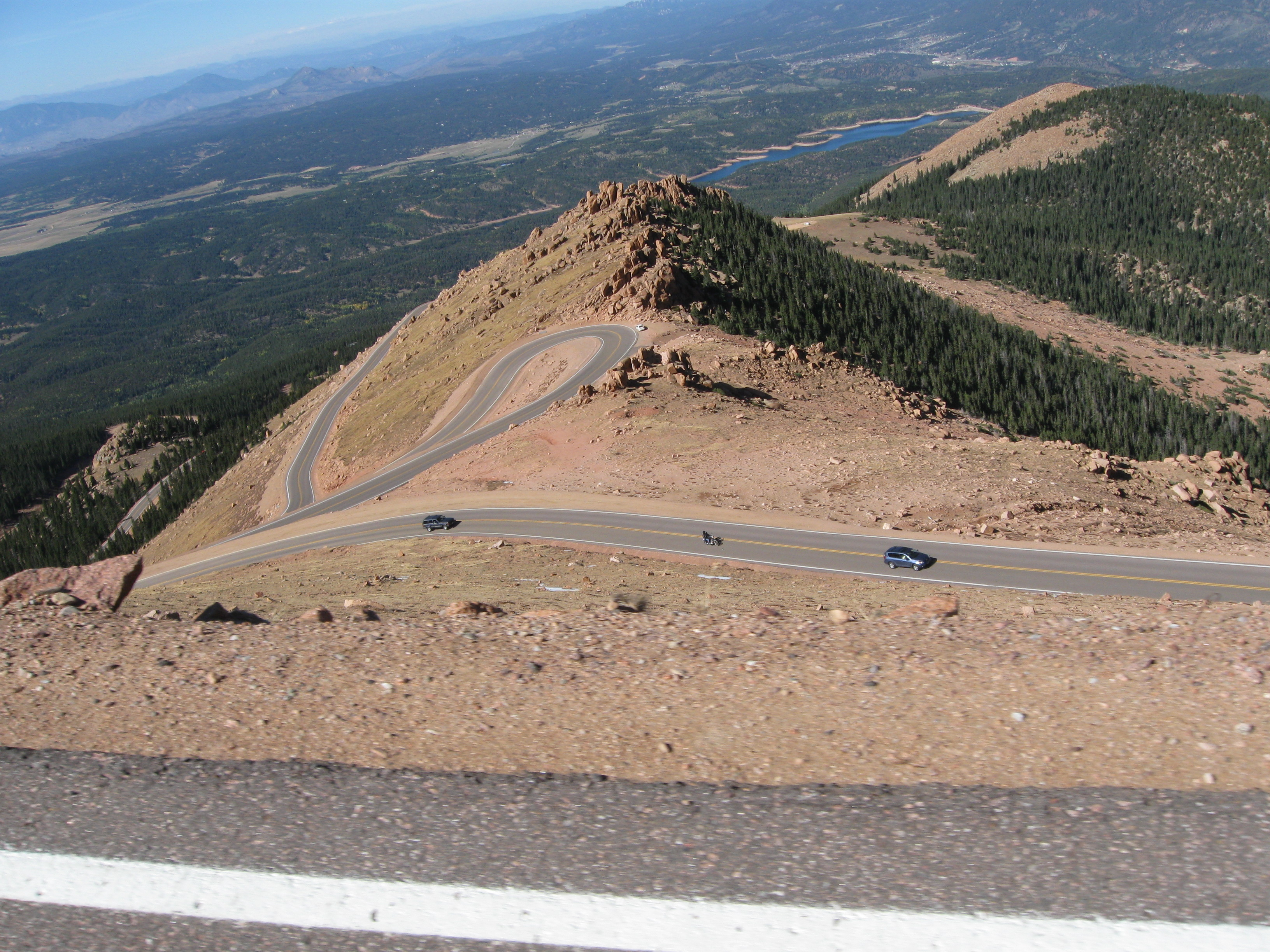
Un tratto della Pikes Peak Highway, percorso della gara

Il punto di partenza della corsa è posto a 2862 m di altitudine, il percorso di gara si sviluppa per una distanza totale di 19,99 km, articolati da 156 tra curve e tornanti; per un dislivello di 1.439 m, con una pendenza media del 7% e punte massime del 10.5%, il traguardo è situato a quota 4.300 m (per questo viene anche chiamata “Corsa degli Angeli” o “Gara verso le nuvole”).

La carreggiata presentava la particolarità, unica nel suo genere, di essere in parte asfaltata e in parte sterrata, negli ultimi anni i tratti asfaltati sono aumentati progressivamente, fino a completare l'asfaltatura dell'intero percorso per l'edizione 2012, in seguito a una disputa legale iniziata nel 1998 tra i proprietari della strada e l'associazione ambientalista Sierra Club, che chiedeva la stabilizzazione della pavimentazione formata da pietrisco che danneggiava i boschi sottostanti quando veniva dilavato dalle piogge. Tale mutazione della superficie della strada ha ricevuto fin dall'inizio pesanti critiche da piloti come il vecchio detentore del record della gara Rod Millen, che riteneva che lo snaturamento della corsa avrebbe portato a notevoli problemi di sicurezza dovuti all'incremento delle velocità e quindi alla fine della quasi centenaria corsa. Altra peculiarità è la mancanza di guard-rail o di qualunque altro tipo di protezione lungo gran parte del percorso, per cui i partecipanti si trovano a correre rasentando incredibili precipizi.

Inoltre, poiché il punto di partenza e il punto di arrivo si trovano ad altitudini differenti, le condizioni naturali come la pressione, temperatura, meteo cambiano, tanto che non è affatto raro imbattersi all'inizio in condizioni di tempo soleggiato per poi riscontrare in vetta fondo stradale ghiacciato o precipitazioni nevose. D'altro canto l'altitudine influenza anche il rendimento dei motori (in maniera minore se si utilizzano motori turbocompressi e nulla se si usano motori elettrici), in quanto la concentrazione di ossigeno e la pressione atmosferica diminuiscono man mano che si sale.

## Vincitori più famosi
La famiglia Unser è ancora la famiglia più vincente nella storia del Pikes Peak, hanno iniziato a cimentarsi nella cronoscalata, nel 1926, i tre fratelli, Louis, Jerry e Joe. A partire dal 1934 Louis ha vinto per la prima volta, poi ha gareggiato più e più volte fino alla sua ultima gara all'età di 70 anni. L'anno seguente è tornato ancora una volta come meccanico.

La gara tra il 1934 e il 1951 ha visto la rivalità tra Louis Unser e il suo rivale Al Rogers, che si sono scambiati continuamente la vittoria, quando Al Rogers si ritirò dalla competizione aveva ottenuto 5 vittorie, 4 secondi e 2 terzi posti, mentre Louis Unser, dopo aver realizzato il suo miglior tempo vincendo a ruote scoperte nel 1953 (15 minuti, 15,40 secondi), ha ottenuto un totale di 9 vittorie, tre secondi e due terzi posti, che gli valsero il titolo di "King of the Mountain".

Nel 1956 la seconda generazione degli Unser ha cominciato a prendere parte alla gara insieme ai loro genitori, Bobby Unser ottenne la sua prima vittoria a ruote scoperte, mentre il cugino Jerry Unser Jr. vinse la divisione Stock Car. Bobby Unser rimane il membro della famiglia con il maggior numero di titoli, ha vinto 8 volte a ruote scoperte, 2 con le Stock Car e nel 1986 ottenne il record di 11:09.22 con la Audi Quattro Sport. Suo fratello Al Unser, più noto per le sue quattro vittorie nella 500 Miglia di Indianapolis, ha vinto il trofeo nel 1964 e 1965. Altri Unser hanno partecipato nella divisione Stock Car: i cugini Jerry Unser Jr. e Louis J. Unser Jr. entrambi vincendo il titolo di divisione. Infine anche la terza generazione degli Unser ha preso parte alla scalata, complessivamente la famiglia vanta 113 partecipazioni con 38 vittorie.
Nel 2013 il 9 volte campione del mondo rally Sébastien Loeb alla guida di una Peugeot 208 T16 Pikes Peak della squadra ufficiale Peugeot Sport ha disputato per la prima volta questa celebre corsa vincendo al debutto e stabilendo il nuovo record del tracciato che è resistito sino al 2018. In quell’anno infatti la Volkswagen, con il prototipo ad alimentazione elettrica I.D. R ed il pilota Romain Dumas, con un “crono” di 7 minuti 57 secondi e 148 millesimi, ha stabilito il nuovo record della Pikes Peak.

## Gli anni recenti

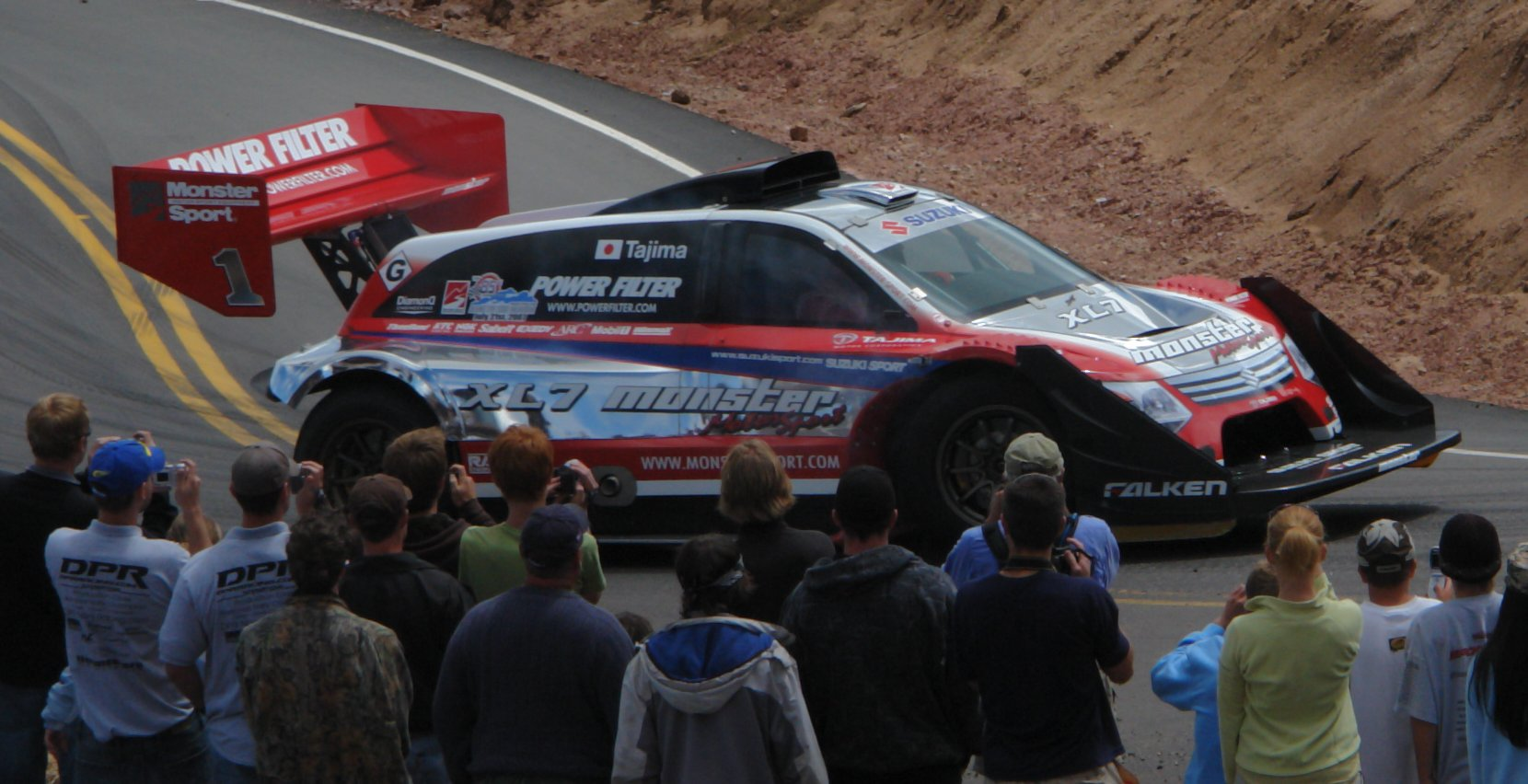
Suzuki XL7 Hill Climb Special 2007

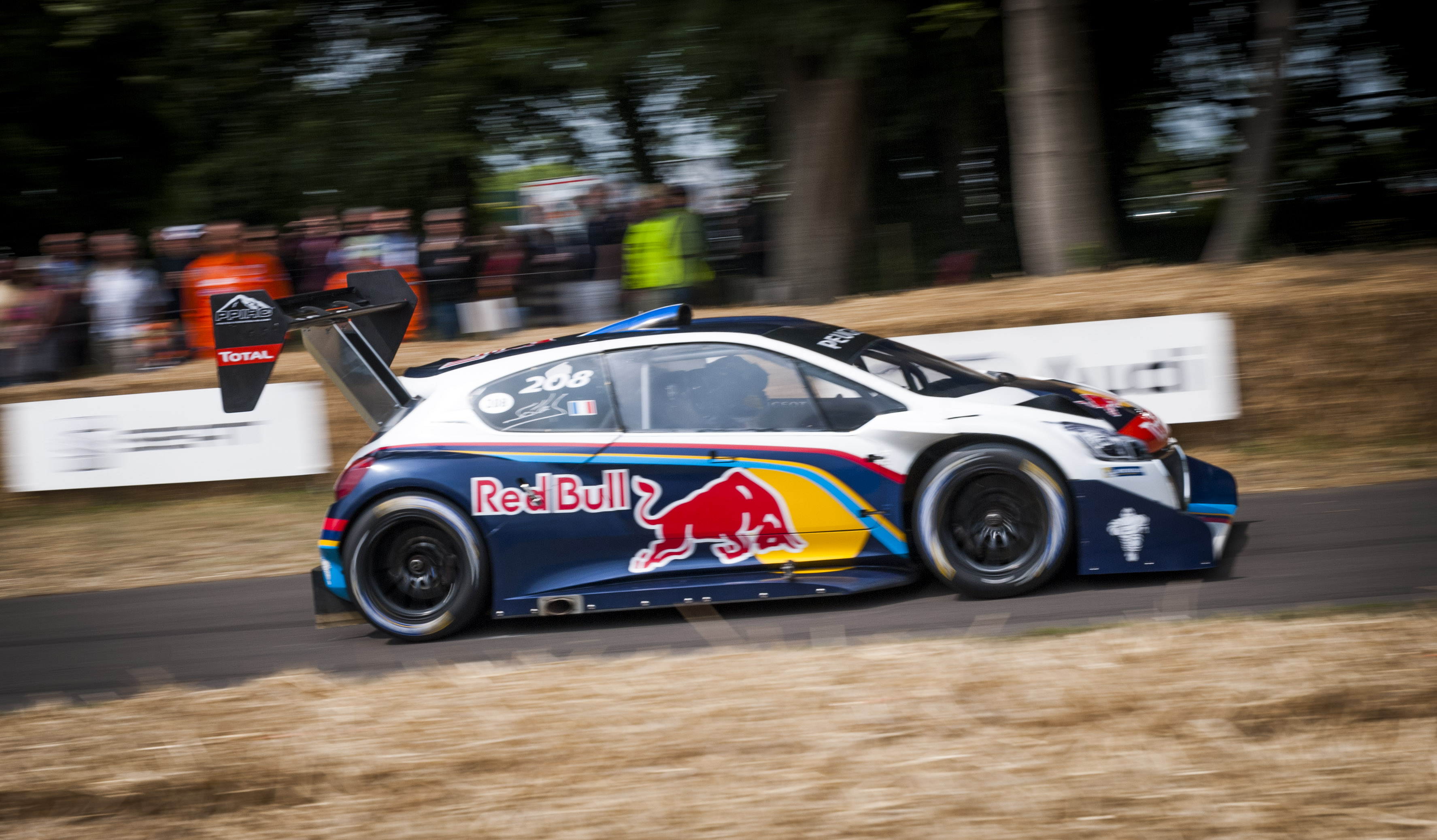
Peugeot 208 T16 Pikes Peak 2013

A partire dalla seconda metà degli anni ottanta la gara è stata oggetto d'interesse delle case europee. In particolare dell'Audi che nell'edizione del 1985 partecipò, e vinse, con la Sport Quattro pilotata dalla rallysta francese Michèle Mouton. L'anno successivo la casa degli anelli bissò il successo con alla guida l'asso americano Bobby Unser e nel 1987 i tedeschi affrontarono la sfida della Peugeot che partecipò con la 205 T16 pilotata da Ari Vatanen. La Audi con la Sport Quattro S1 pilotata da Walter Röhrl ne uscì nuovamente vittoriosa. Il 1988 è stato, per la Peugeot, l'anno della rivincita piazzando al primo posto, con il tempo di 10'47”22, la 405 T16 pilotata da Ari Vatanen.
Nell'edizione del 2007, il sessantenne giapponese Nobuhiro Tajima ha stabilito il record della gara fermando il cronometro a 10'01”408, poi migliorato ulteriormente di 10 secondi nel 2011.
Nel 2012, grazie al percorso di gara per la prima volta nella storia completamente asfaltato, i tempi di percorrenza sono ulteriormente scesi. La corsa nella categoria moto è stata disputata in condizioni atmosferiche di bel tempo, ha vinto Carlin Dunne alla guida della Ducati Multistrada stabilendo il nuovo record del tracciato in 9:52.819, un tempo di oltre 1 minuto inferiore al precedente 11:11.32 e cogliendo il terzo tempo assoluto. Le auto hanno invece gareggiato in condizioni meteo meno favorevoli, trovando in alcuni tratti pioggia, forte vento e persino neve in cima, il vincitore Rhys Millen su Hyundai Genesis Coupé ha comunque stabilito il nuovo record assoluto del percorso con il tempo di 9:46.164, precedendo di un soffio Romain Dumas su Porsche 911 GT3 che ha chiuso con il tempo di 9:46.181. 
Nel 2013 Sébastien Loeb su Peugeot 208 T16 Pikes Peak al debutto su questo tracciato ha abbassato il precedente primato di oltre 1'30" portandolo a 8:13.878, con un margine di 49" sul secondo classificato Rhys Millen su Hyundai Genesis vincitore dell'edizione precedente.
La Volkswagen con la supercar elettrica ID R guidata dal francese Romain Dumas ha vinto la Pikes Peak 2018 con un “crono” di 7 minuti 57 secondi e 148 millesimi, stabilendo non solo il nuovo record fra le vetture a propulsione elettrica, che era di 8 minuti 57 secondi e 118 millesimi stabilito nel 2016 da Rhys Millen con prototipo appositamente attrezzato per la gara USA, ma anche il miglior tempo assoluto della gara.

## Categorie di veicoli
Alla competizione, molto seguita dagli americani, possono partecipare mezzi a due e quattro ruote. Il regolamento tecnico ha una sua tipicità che non trova riscontro con regole internazionali; si vedono quindi partecipazioni di auto di ogni genere: da quelle di formula appositamente gommate, ai quad, dagli autocarri a veri e propri prototipi appositamente costruiti.
Vetture e camion
- Unlimited - Veicoli senza limiti di potenza come la Toyota Tacoma, l'Audi Quattro e la Suzuki Escudo
- Open Wheel - Monoposto e buggy.
- Mini Sprint - Veicoli dello stesso tipo ma meno potenti delle "Open Wheel".
- Super Stock Car - Vetture stock-car di meno di 10 anni.
- Pro Trucks - Pick-up e 4x4 tout-terrain.
- Pikes Peak Open - Vetture o camion che assomigliano esternamente a veicoli di serie.
- Time Attack 4wd - Veicoli a 4 ruote motrici di produzione.
- Time Attack 2wd - Veicoli a 2 ruote motrici di produzione.
- HPSS (High Performance Showroom Stock) - Vetture di serie dotate solamente di elementi di sicurezza.
- Exhibition Car/Truck- Vetture e camion che non rientrano nelle altre categorie. Sovente sono veicoli che utilizzano nuove tecnologie o carburanti speciali.
- Vintage- Veicoli d'epoca.

Motociclette e Quad
- Moto di 1200 cm³
- Moto di 750 cm³
- Supermoto
- Quad di 500 cm³
- Moto di 450 cm³
- Moto di 250 cm³
- Quad di 450 cm³
- Moto d'epoca
- Sidecar
- Quad e moto da esposizione

## Evoluzione del record del tracciato

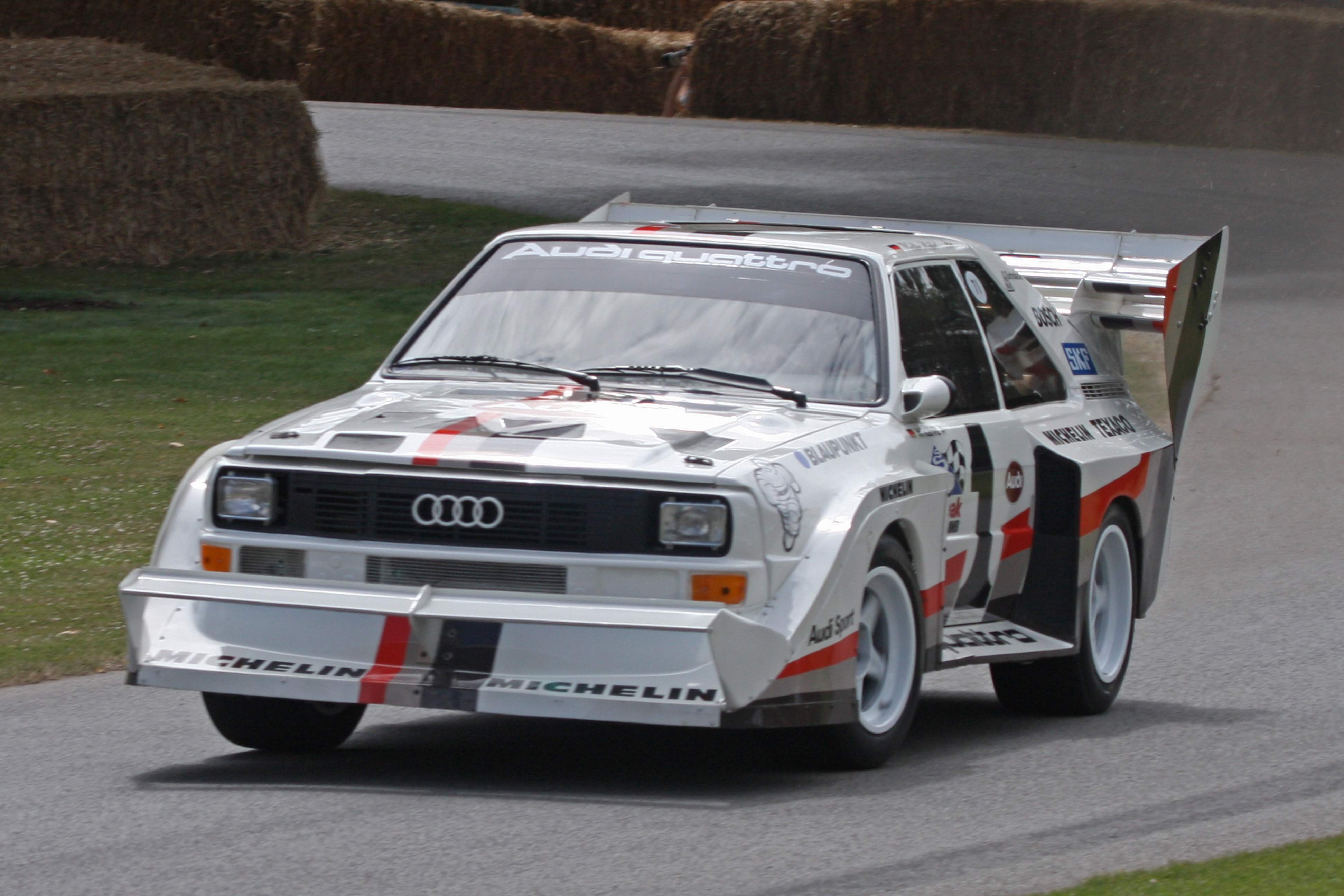
La Audi Sport quattro S1 Pikes Peak del 1987 esibita al Goodwood Festival of Speed del 2009

Di seguito sono riportati i primati conseguiti nella categoria Unlimited, dopo aver infranto il muro dei 12 minuti nel 1968, gradualmente si è arrivati a battere la barriera dei 10 minuti, mentre dal 2012 in poi con il tracciato completamente asfaltato i tempi sono ulteriormente scesi.
- 1968: 11:54.90 – Bobby Unser (USA), Rislone Special
- 1979: 11:54.18 – Dick Dodge Jr. (USA), Hoffpauir Wells Coyote Chevy
- 1982: 11:44.82 – Bill Brister (USA), Woziwodzki Wells Coyote Chevy
- 1983: 11:38.30 – Al Unser Jr. (USA), Woziwodzki Wells Coyote Chevy
- 1985: 11:25.39 – Michèle Mouton (F), Audi Sport quattro
- 1986: 11:09.22 – Bobby Unser (USA), Audi Sport quattro S1
- 1987: 10:47.85 – Walter Röhrl (D), Audi Sport quattro S1 Pikes Peak
- 1988: 10:47.22 – Ari Vatanen (FIN), Peugeot 405 Turbo 16 Pikes Peak
- 1993: 10:43.63 – Paul Dallenbach (USA), Davis Chevrolet
- 1994: 10:04.06 – Rod Millen (NZ), Toyota Celica Turbo Pikes Peak
- 2007: 10:01.408 – Nobuhiro Tajima (J), Suzuki XL7 Pikes Peak Special
- 2011:  9:51.278 – Nobuhiro Tajima (J), Suzuki SX4 V6 biturbo Hill Climb Special[7]
- 2012:  9:46.164 – Rhys Millen (USA), Hyundai Genesis Coupé[9] (tracciato interamente asfaltato)
- 2013:  8:13.878 – Sébastien Loeb (F), Peugeot 208 T16 Pikes Peak
- 2018:  7.57:148 – Romain Dumas (F), Volkswagen I.D. R